# Michèle Moretti
Pour les articles homonymes, voir Moretti.
Michèle Moretti est une actrice française née le 15 mars 1940 à Paris.

## Biographie
Née en 1940 à Paris, au sein d'une famille militante, elle vend, petite, après la guerre, le quotidien communiste L'Humanité sur les marchés. Elle commence un parcours d'actrice au théâtre au début des années 1960 et fait partie, avec Bulle Ogier, Pierre Clémenti, Jean-Pierre Kalfon, Philippe Bruneau, Valérie Lagrange et d'autres encore, du théâtre de Marc'O, un atelier théâtral menant une réflexion sur ce métier, travaillant sur les ressources de l'inconscient individuel et collectif, utilisant les schémas de la comédie musicale et de la bande dessinée, détournant les genres, et dénonçant dans ses créations, avant mai 68, la société de consommation,. Elle joue sur les planches de cet atelier théâtral, notamment dans Les Bargases, puis dans Les Idôles. Puis à la fin des années 1960, dans L'Amour fou de Jacques Rivette, et dans des films Jacques Demy, Marin Karmitz ou encore Moshé Mizrahi.
Durant la décennie 70, Michèle Moretti est aussi l'une des 343 femmes signataires du manifeste en faveur de l'avortement libre et gratuit, dit Manifeste des 343, publié par Le Nouvel Observateur le 5 avril 1971.
Elle continue à jouer au théâtre, avec Jean-Marie Serreau, Jean-Claude Grumberg, Alfredo Arias, etc.. Elle tourne également au cinéma, dans de nombreux films, notamment dans Les Roseaux sauvages d'André Téchiné et Le Nom des gens de Michel Leclerc en 2010.

## Filmographie

### Cinéma
- 1968 : Sept Jours ailleurs de Marin Karmitz : Michèle
- 1967 : Les Idoles de Marc'O et Henry Zaphiratos : Madame Canasson
- 1967 : L'Amour fou de Jacques Rivette : Michèle
- 1969 : Le Jouet criminel d'Adolfo Arrieta
- 1970 : Paulina s'en va d'André Téchiné : infirmière
- 1970 : Ce que cherche Jacques de Jean-Claude Biette - court métrage
- 1971 : Les Stances à Sophie, de Moshé Mizrahi : Phyllis
- 1971 : Out 1 : Noli me tangere de Jacques Rivette : Lili
- 1972 : What a Flash! de Jean-Michel Barjol
- 1973 : La Sœur du cadre : La sœur
- 1973 : L'Événement le plus important depuis que l'homme a marché sur la Lune de Jacques Demy : Ginou
- 1974 : Les Intrigues de Sylvia Couski d'Adolfo Arrieta
- 1974 : Cave canem
- 1975 : Mourir pour Copernic de Bernard Sobel : putain
- 1975 : Souvenirs d'en France d'André Téchiné : Pierrette
- 1976 : Andréa de Henri Glaeser : antiquaire
- 1978 : L'Exercice du pouvoir de Philippe Galland : Rachel Sartène-Bast
- 1981 : Les Uns et les Autres de Claude Lelouch - simple apparition -
- 1982 : Boulevard des assassins de Boramy Tioulong : Catherine Vernier
- 1982 : Elle voit des nains partout ! de Jean-Claude Sussfeld : fée Mélusine
- 1982 : Le Quart d'heure américain de Philippe Galland : Sophie
- 1983 : Tout le monde peut se tromper de Jean Couturier : Marie-Rose Tarnopol
- 1983 : Le Démon dans l'île de Francis Leroi : Lisa
- 1984 : La Garce de Christine Pascal : fille rousse
- 1985 : Le Mariage du siècle de Philippe Galland : Alexandra
- 1985 : Rendez-vous d'André Téchiné : Daisy
- 1986 : Le Goûter chez Niels de Didier Martiny - court métrage -
- 1991 : J'embrasse pas d'André Téchiné : professeur d'art dramatique
- 1992 : À demain de Didier Martiny
- 1993 : Ma saison préférée d'André Téchiné : la directrice
- 1994 : Les Roseaux sauvages d'André Téchiné : madame Alvarez
- 1997 : Autre chose à foutre qu'aimer de Carole Giacobbi : Marguerite
- 1998 : … Comme elle respire de Pierre Salvadori : mère de Jeanne
- 1998 : Le Formulaire de Caroline Sarrion - court métrage -
- 1999 : À vot' service : employée de l'ANPE (segment Le Formulaire)
- 1999 : Je vois déjà le titre de Martial Fougeron : la mère (court métrage)
- 1999 : Trois Ponts sur la rivière de Jean-Claude Biette : Madame Plume
- 1999 : Superlove de Jean-Claude Janer : Simone Rosin
- 2000 : Les Marchands de sable de Pierre Salvadori : Annick
- 2001 : Domani : Tina Onofri
- 2001 : Reines d'un jour de Marion Vernoux : la passagère indignée du bus
- 2001 : L'Autre Monde de Merzak Allouache : Aldjia
- 2002 : Une voix d'homme : la mère
- 2003 : Sept Ans de mariage de Didier Bourdon : mère d'Audrey
- 2003 : Qui a tué Bambi ? de Gilles Marchand : Mme Vachon
- 2003 : Saltimbank de Jean-Claude Biette : Florence
- 2003 : Après vous de Pierre Salvadori : Martine
- 2004 : Comme une image d'Agnès Jaoui : Édith
- 2006 : Le Zoographe de Jean-Claude Monod (court-métrage)
- 2006 : Mon fils à moi : la proviseur
- 2007 : Les Témoins d'André Téchiné : (non créditée)
- 2008 : La Volière de Philippe Landoulsi :
- 2008 : L'Empreinte de Safy Nebbou : Colette
- 2010 : Le Nom des gens de Michel Leclerc : Annette Martin, la mère d'Arthur
- 2011 : La guerre est déclarée de Valérie Donzelli : Geneviève
- 2011 : La Conquête de Xavier Durringer : Bernadette Chirac
- 2011 : En ville de Valérie Mréjen et Bertrand Schefer : la mère de Jean
- 2012 : Pauline détective de Marc Fitoussi : mademoiselle Blanchot
- 2013 : Une chanson pour ma mère de Joël Franka
- 2013 : Je suis supporter du Standard de Riton Liebman : la mère de Milou
- 2014 : Dans la cour de Pierre Salvadori : Colette
- 2014 : Elle l'adore de Jeanne Herry : Nicole
- 2014 : Monsieur Lapin de Pascal Cervo (moyen métrage) : la metteur en scène
- 2015 : Pitchipoï de Charles Najman : Zocha
- 2015 : Le Grand Partage d'Alexandra Leclère : Françoise Dubreuil
- 2016 : Five d'Igor Gotesman : Mme Simone
- 2017 : Chouquette de Patrick Godeau : Jacqueline
- 2017 : Sales Gosses de Frédéric Quiring : Mireille
- 2018 : Brillantissime de Michèle Laroque : une amie de Claire
- 2018 : Ma reum de Frédéric Quiring : Mme Picard
- 2018 : Le Ciel étoilé au-dessus de ma tête d'Ilan Klipper : Simona Weintraub
- 2018 : Les Bonnes intentions de Gilles Legrand : Jacqueline
- 2019 : La Lutte des classes de Michel Leclerc : mère de Paul
- 2019 : Mademoiselle de Simon Grass : Myriam
- 2021 : À l'ombre des filles d'Étienne Comar : la logeuse
- 2021 : Rose d'Aurélie Saada : Marceline

### Télévision
- 1961 : La Reine Margot (TV) de René Lucot
- 1967 : L'Espagnol (TV) de Jean Prat : Mariana
- 1972 : Figaro-ci, Figaro-là (TV) : Mme Goetzman
- 1974 : Quai de l'étrangleur (TV) : Claudie Courmayer
- 1975 : L'Ortie (TV) de Roger Kahane : la mère d'Angèle
- 1978 : Messieurs les jurés (série télévisée, épisode : L'affaire Heurteloup)
- 1980 : Le Petit Théâtre d'Antenne 2 (série télévisée, épisode : Indice quand tu nous tiens : Madame Ducrest)
- 1980 : Les Amours des années folles (série télévisée, épisode : L'homme à l'hispano : Pascualine)
- 1980 : Papa Poule (série télévisée) : Mme Gerbert (autre titre : Les Aventures de Papa Poule)
- 1982 : Il n'y a plus d'innocents (TV) : Claire
- 1982 : Quelque chose dans son rêve (TV) : la patronne du café
- 1982 : Contes modernes : À propos du travail (TV) : graphologue (segment Offre d'emploi de Jean Eustache)
- 1983 : Hughie (TV)
- 1986 : Lili, petit à petit (série télévisée) : Mme Mercier
- 1988 : Loft story (série télévisée) : Minouchka
- 1991 : Navarro (série télévisée), épisode : La mariée était en rouge : docteur Lebreton
- 1992 : Julie Lescaut (série télévisée), épisode pilote Julie Lescaut : la directrice de l'école
- 1993 : Colis d'oseille (TV)
- 1994 : Les Cordier, juge et flic (série télévisée), épisode : L'assassin des beaux quartiers
- 1995 : L'instit (série télévisée), épisode 3-02, Le crime de Valentin, de Christian Faure : Madeleine
- 1995 : Le R.I.F. (série télévisée), épisode : Cécile : Sylvie Sauvageon
- 1995 : Maigret et la vente à la bougie (TV) : Juliette
- 1996 : Loin des yeux (TV) : Louise
- 1996 : Antoine (TV) : madame Rivière
- 1996 : L'Année du certif (TV) : mademoiselle Rachel
- 1996 : Petit (TV) : mademoiselle Robin
- 1997 : La Sauvageonne (TV) : Martine
- 1999 : Crimes en série (série télévisée, autre titre : Thomas Bertier, épisode : Double spirale) : Suzanna Donguen
- 1999 : Trois saisons (TV) : Angèle
- 1999 : Un homme en colère (série télévisée) , épisode : Une femme réduite au silence : Bernadette Gauthier
- 2000 : Une femme neuve (TV) : Colette
- 2000 : Le Détour (TV) : Annick
- 2000 : L'Héritière (TV) : Mme Destrac
- 2001 : Domani : Tina Onofri
- 2001 : Une femme amoureuse (TV) : Lucie
- 2002 : On n'a plus de sushis à se faire (TV) : Nini
- 2004 : La Nuit du meurtre (TV) : Hélène Castellane (autre titre : Le Secret de Nathalie)
- 2005-2007 : Merci, les enfants vont bien ! (série télévisée, 3 épisodes):Ça déménage, Vive les mariés, Coup de foudre : Madeleine
- 2006 : Petits meurtres en famille (minisérie) : Albertine
- 2006 : Marion Jourdan (série télévisée), épisode : Tueur de flics : la mère de Marion
- 2008 : Hard (série télévisée) de Cathy Verney : Louise
- 2012 : La Baie d'Alger de Merzak Allouache (TV)
- 2012 : Un crime oublié de Patrick Volson (TV) : Jacqueline Artoux
- 2013 : Ma vie au grand air de Nicolas Herdt (TV) :
- 2014 : Changement de cap de Nicolas Herdt (TV)
- 2015 : Lebowitz contre Lebowitz de Frédéric Berthe : Mouna Lebowitz (TV)
- 2017 : Paris, etc. de Zabou Breitman : la mère de Marianne et Mathilde (TV)
- 2017 : Le Poids des mensonges de Serge Meynard : Marthe Ricoeur (TV)
- 2018 - 2019 : Nina : Jeanne, la mère du docteur Proust (TV)
- 2020 : Les Mystères des majorettes de Gabriele Lorenzo : Eliette (TV)
- 2021 : HPI de Vincent Jamain et Laurent Tuel : Agnès Alvaro
- 2025 : Le Parfum du bonheur  de Baya Kasmi : Colombe (TV)

### Doublage
- 1998 : Les Femmes comme les hommes ne sont pas des anges (Matrimoni) de Cristina Comencini voix française de Stefania Sandrelli

## Théâtre
- 1961 : L'Aboyeuse et l'automate de Gabriel Cousin, mise en scène Jacques Lecoq, Théâtre Quotidien de Marseille
- 1963 : L'Aboyeuse et l'automate de Gabriel Cousin, mise en scène Jacques Lecoq, Théâtre de l'Athénée
- 1965 : Les Bargasses de Marc'O, mise en scène de l'auteur, Théâtre Édouard VII, Studio des Champs-Élysées
- 1966 : Les Idoles de Marc'O, mise en scène de l'auteur, Bobino
- 1967 : L'Opéra noir de Gabriel Cousin, mise en scène Gabriel Garran, Théâtre de la Commune
- 1968 : Demain une fenêtre sur rue de Jean-Claude Grumberg, mise en scène Marcel Cuvelier, Théâtre de l'Alliance française
- 1969 : Un chantage au théâtre de Dacia Maraini, mise en scène André Téchiné, Théâtre des Mathurins
- 1970 : La Mort de Bessie Smith d'Edward Albee, mise en scène Jean-Marie Serreau, Théâtre du Midi
- 1971 : La Nuit des assassins d'après José Triana, mise en scène Roger Blin, Théâtre Récamier
- 1971 : Allo ! c'est toi Pierrot ? de Pierre Louki, mise en scène Roland Monod, Théâtre Hébertot
- 1972 : Comédie policière de Javier Arroyuelo et Rafaël Lopez Sanchez, mise en scène Alfredo Arias, Théâtre de Chaillot
- 1972 : Donna Mobil de Claude Prey, mise en scène Roger Kahane, Festival d'Avignon, Espace Cardin
- 1975 : Le triangle frappe encore de Marc'O, mise en scène de l'auteur, Théâtre national de Chaillot
- 1982 : Leçons de bonheur de Liliane Atlan, mise en scène de l'auteur, Jardin d'hiver Cité Véron
- 2008 : Elle t'attend de Florian Zeller, mise en scène de l'auteur, Théâtre de la Madeleine

## Distinctions
- César 1995 : Nomination au César de la meilleure actrice dans un second rôle pour Les Roseaux sauvages